# Снамена
Снамена (рум. Snamăna) — село у повіті Вилча в Румунії. Входить до складу комуни Рунку.
Село розташоване на відстані 154 км на північний захід від Бухареста, 11 км на північний схід від Римніку-Вилчі, 109 км на північний схід від Крайови, 103 км на південний захід від Брашова.

## Населення
За даними перепису населення 2002 року у селі проживали 38 осіб, усі — румуни. Усі жителі села рідною мовою назвали румунську.